# Sauvagnas
Sauvagnas is een gemeente in het Franse departement Lot-et-Garonne (regio Nouvelle-Aquitaine) en telt 415 inwoners (2004). De plaats maakt deel uit van het arrondissement Agen.

## Geografie
De oppervlakte van Sauvagnas bedraagt 13,8 km², de bevolkingsdichtheid is 30,1 inwoners per km².
De onderstaande kaart toont de ligging van Sauvagnas met de belangrijkste infrastructuur en aangrenzende gemeenten.

## Demografie
Onderstaande figuur toont het verloop van het inwonertal (bron: INSEE-tellingen).